# Ósemka (karta)

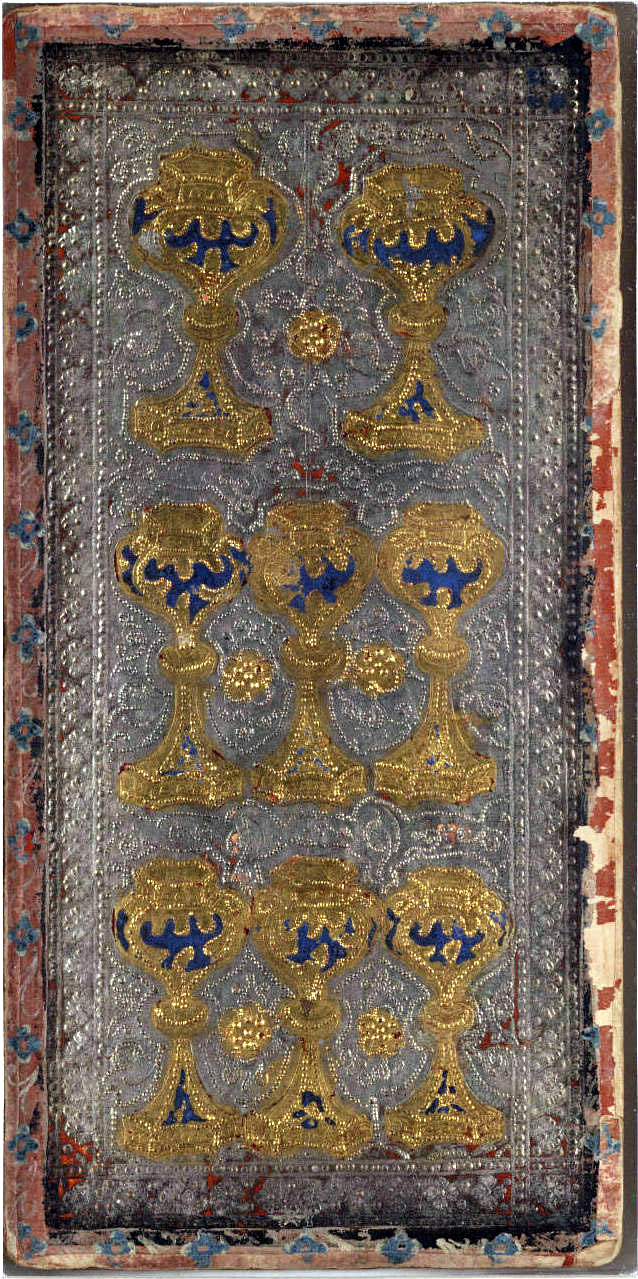
Osiem puszek

Ósemka – karta do gry tradycyjnie przedstawiająca osiem symboli danego koloru karcianego. W tradycyjnej hierarchii ważności ósemka jest liczona jako 8 karta w talii, występującą po siódemce i przed dziewiątką. Pełna talia kart do gry zawiera cztery ósemki, po jednej w każdym kolorze (trefl, karo, kier i pik).
Ósemka występuje również w kartach polskich i szwajcarskich. W tych pierwszych jest oznaczana w przypadku dzwonków i czerwieni jako dwa rzędy symboli po 4, a w przypadku żołędzi i win jako części rośliny posiadającej cztery gałęzie po obu stronach).

## Wygląd kart
Wzór międzynarodowy i inne wzory o kolorach francuskich

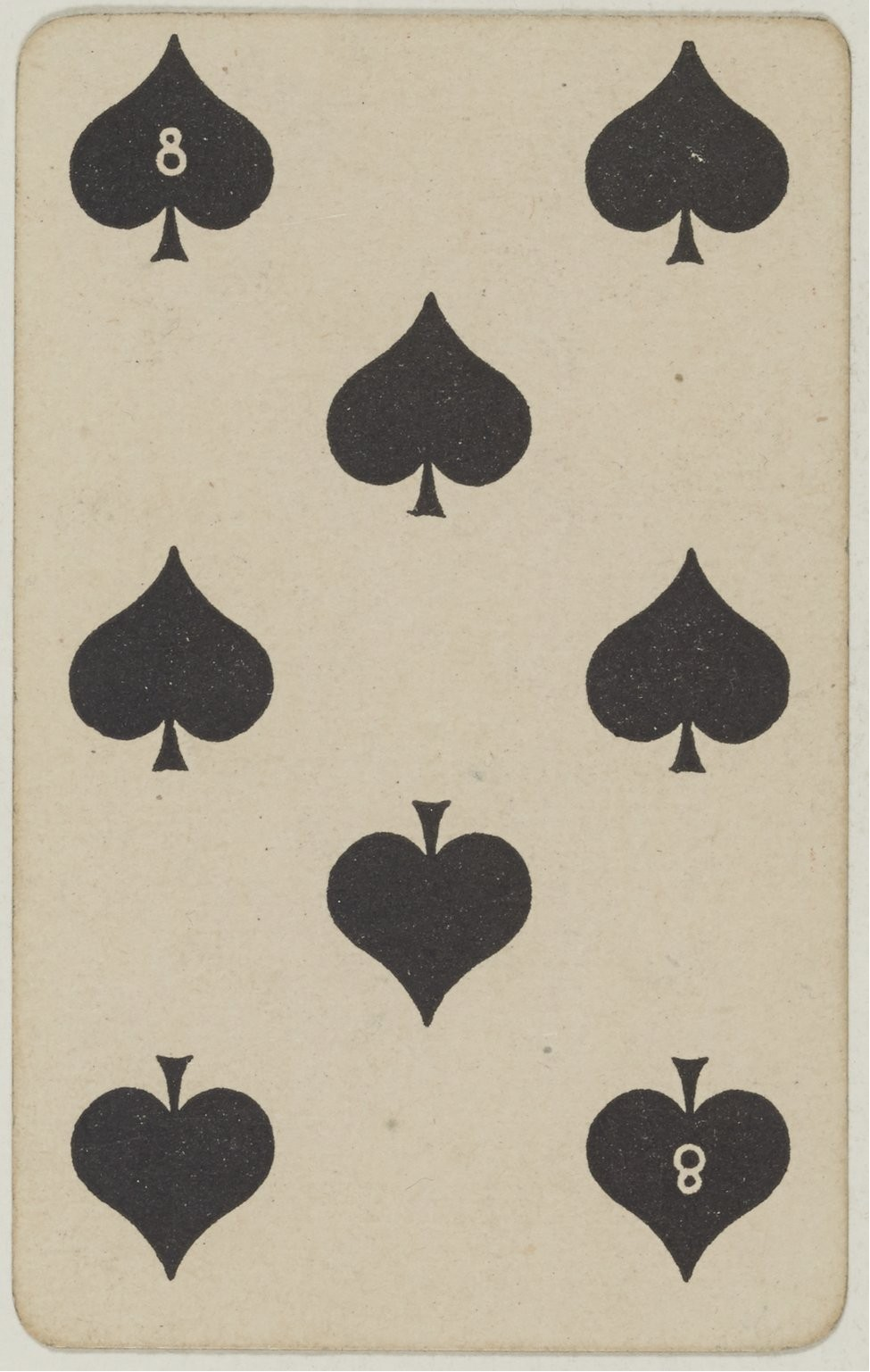
Ósemka pik
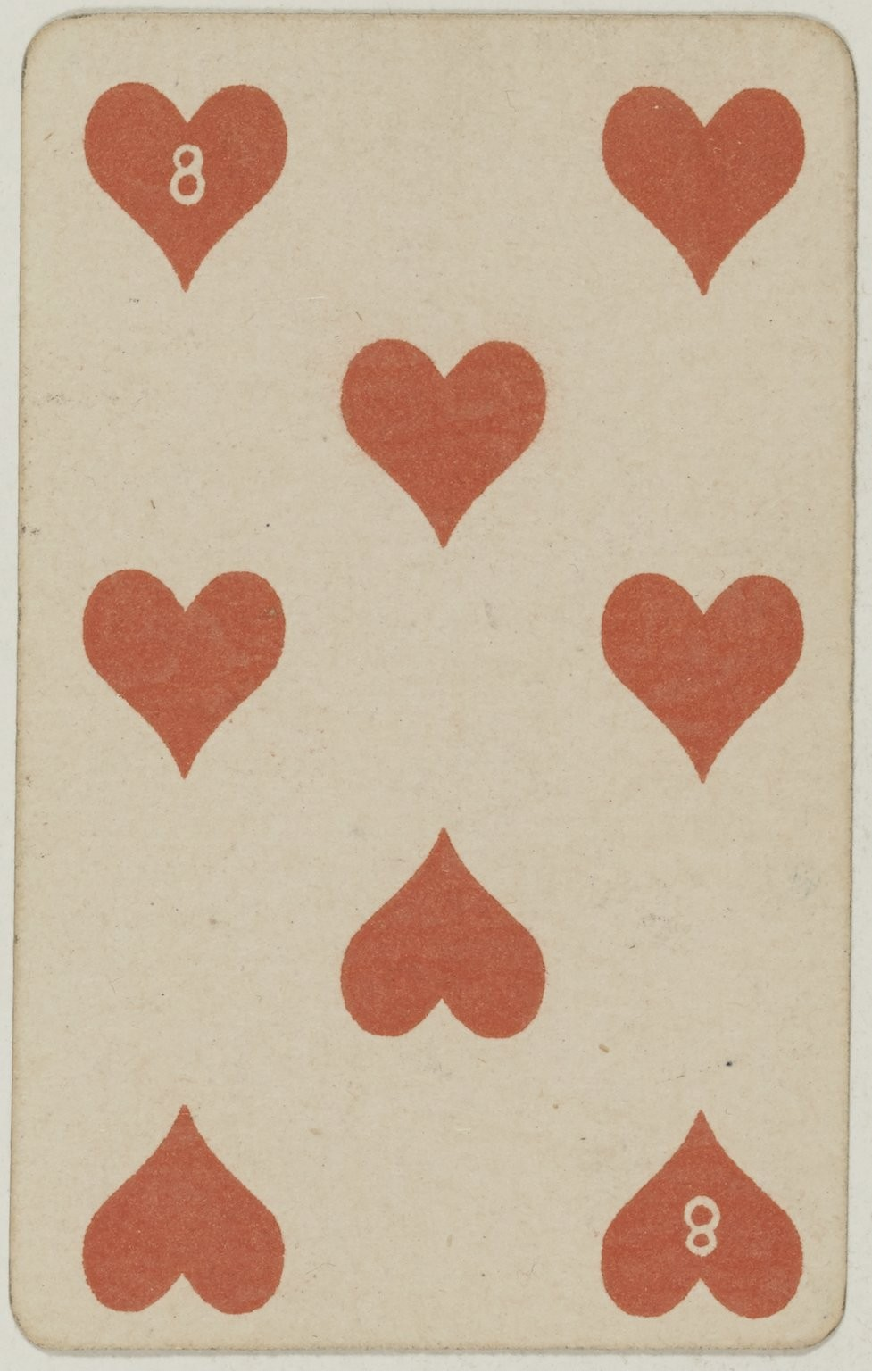
Ósemka kier
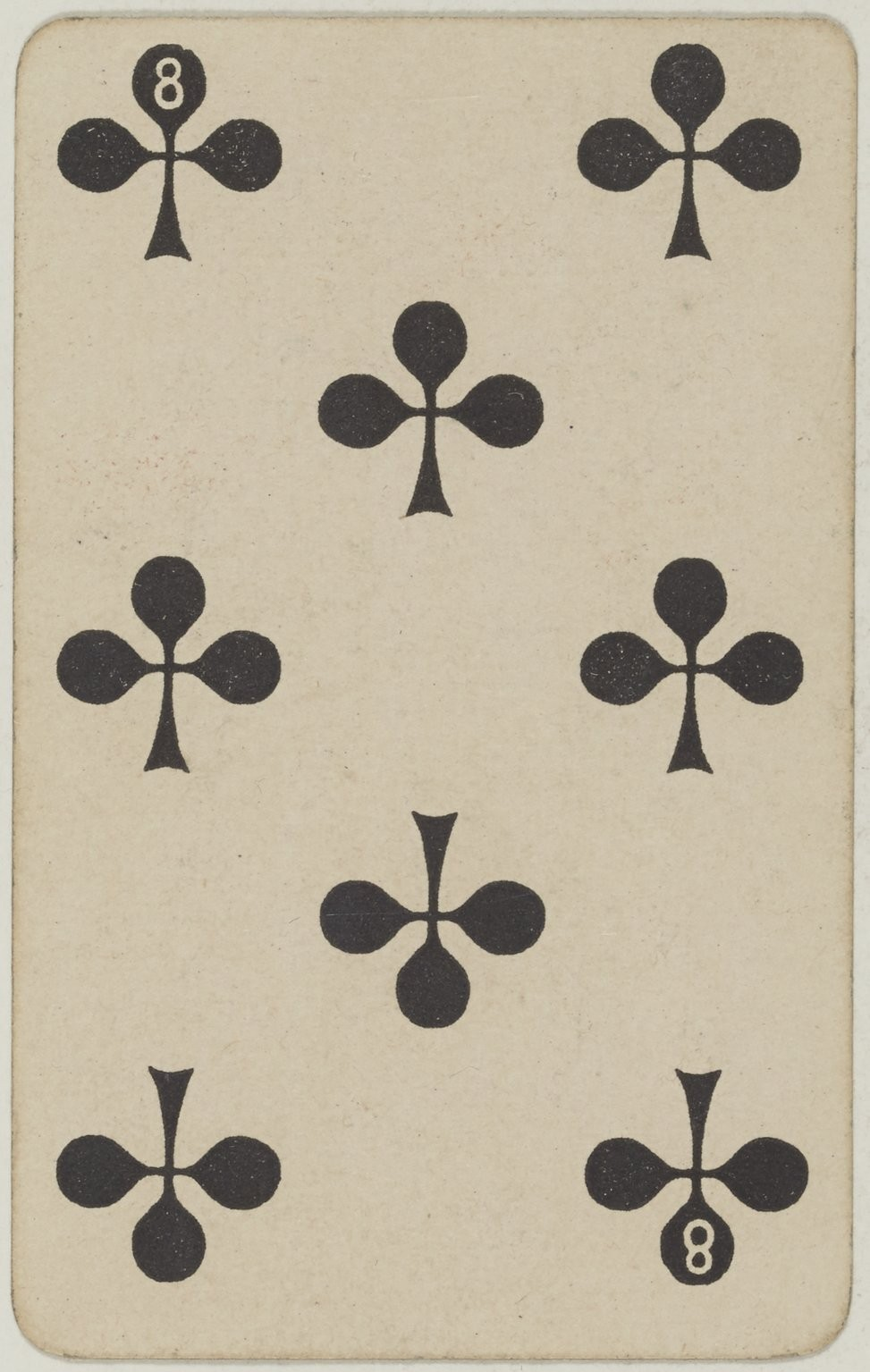
Ósemka trefl
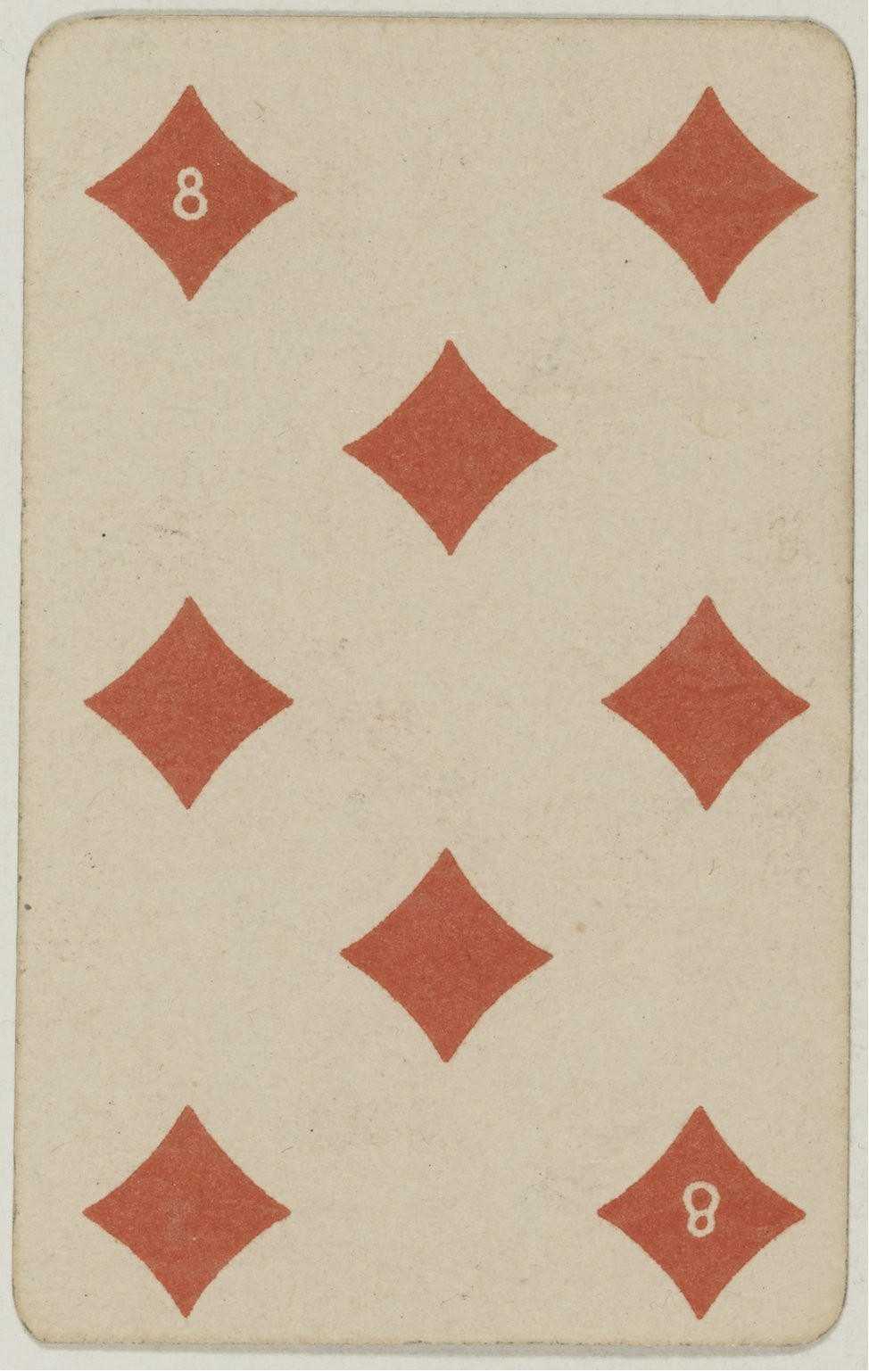
Ósemka karo

Talia Minchiate i inne wzory o kolorach północnowłoskich i portugalskich

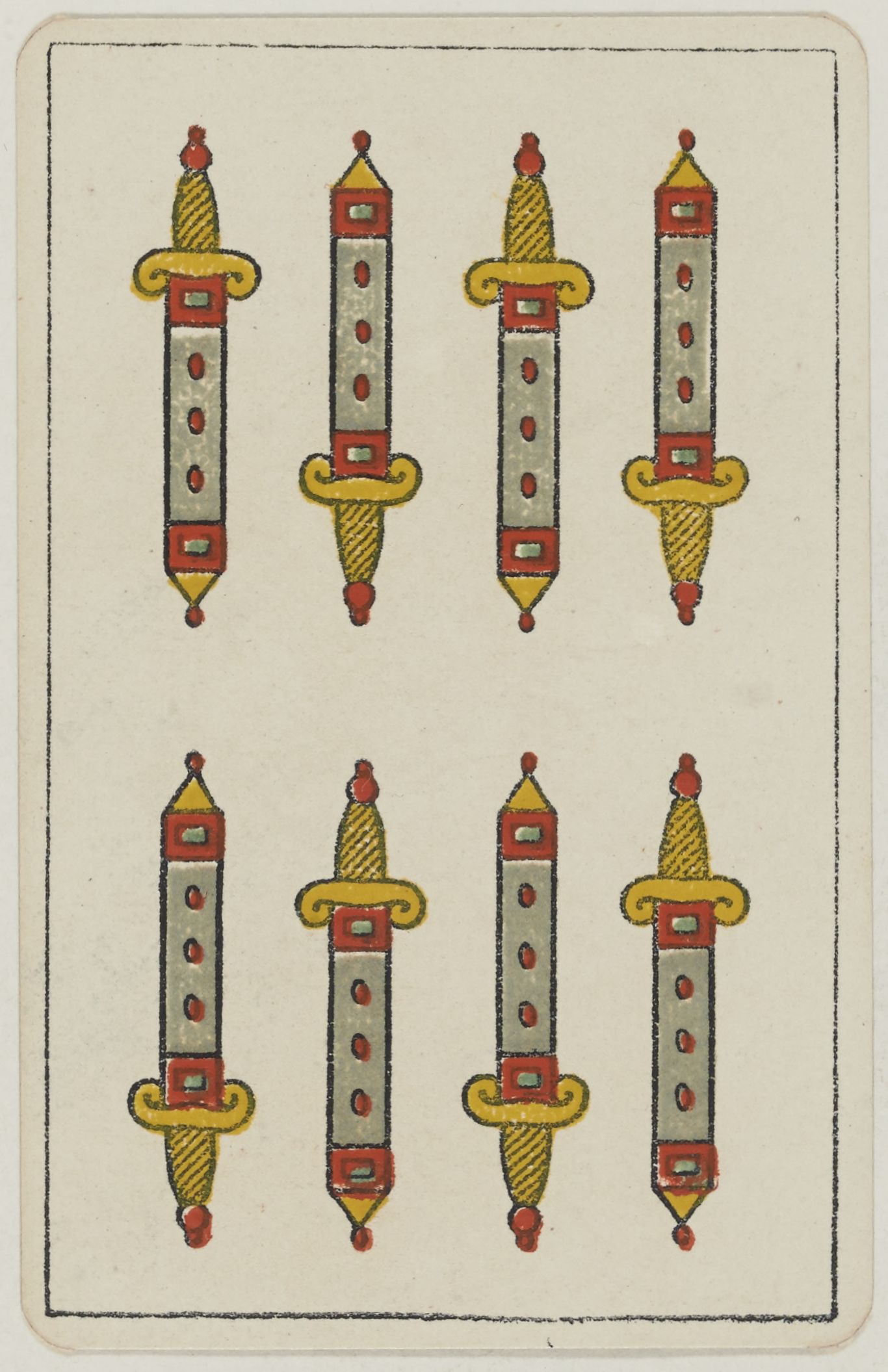
Ósemka mieczy
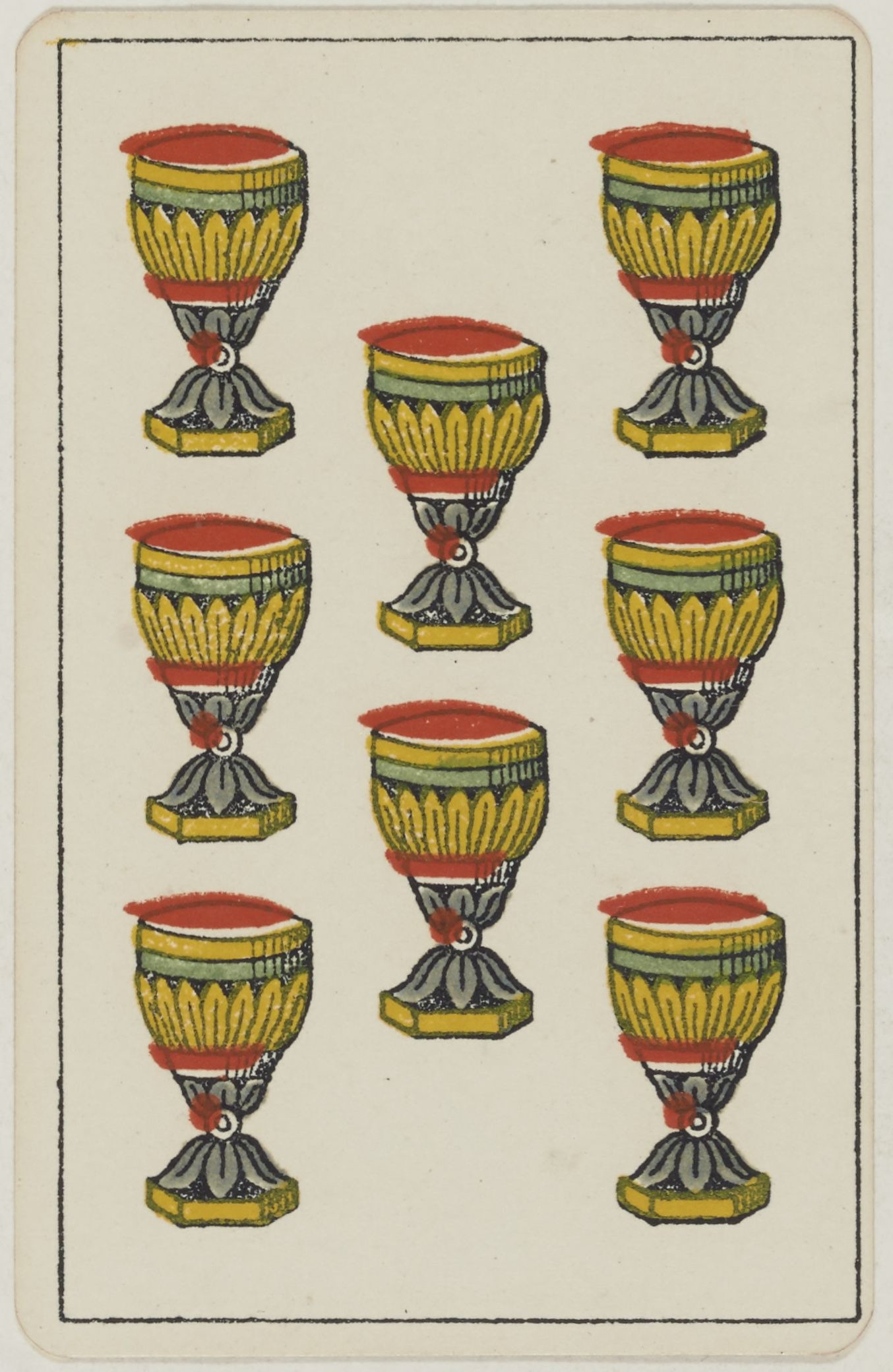
Ósemka puszek
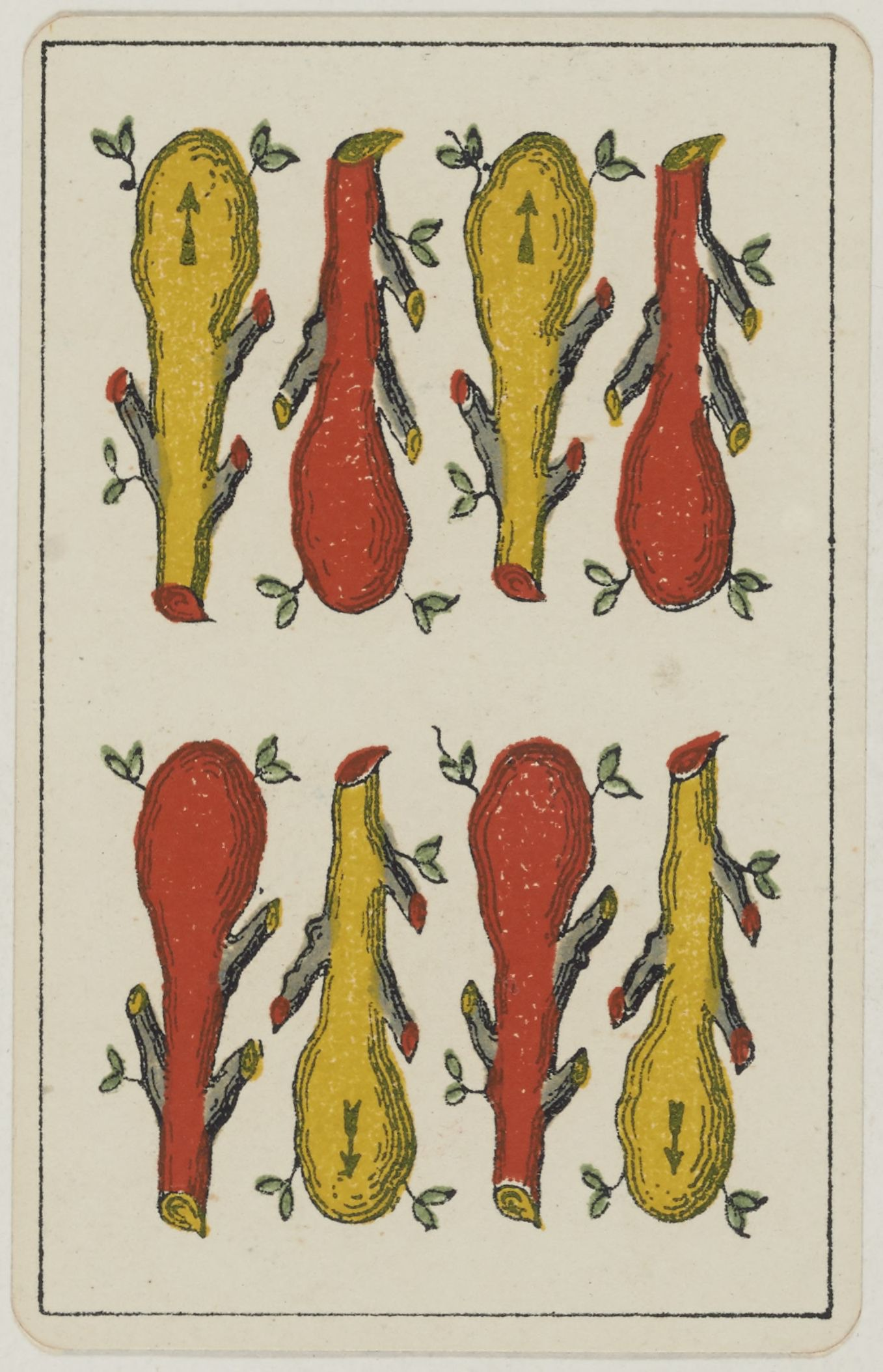
Ósemka pałek
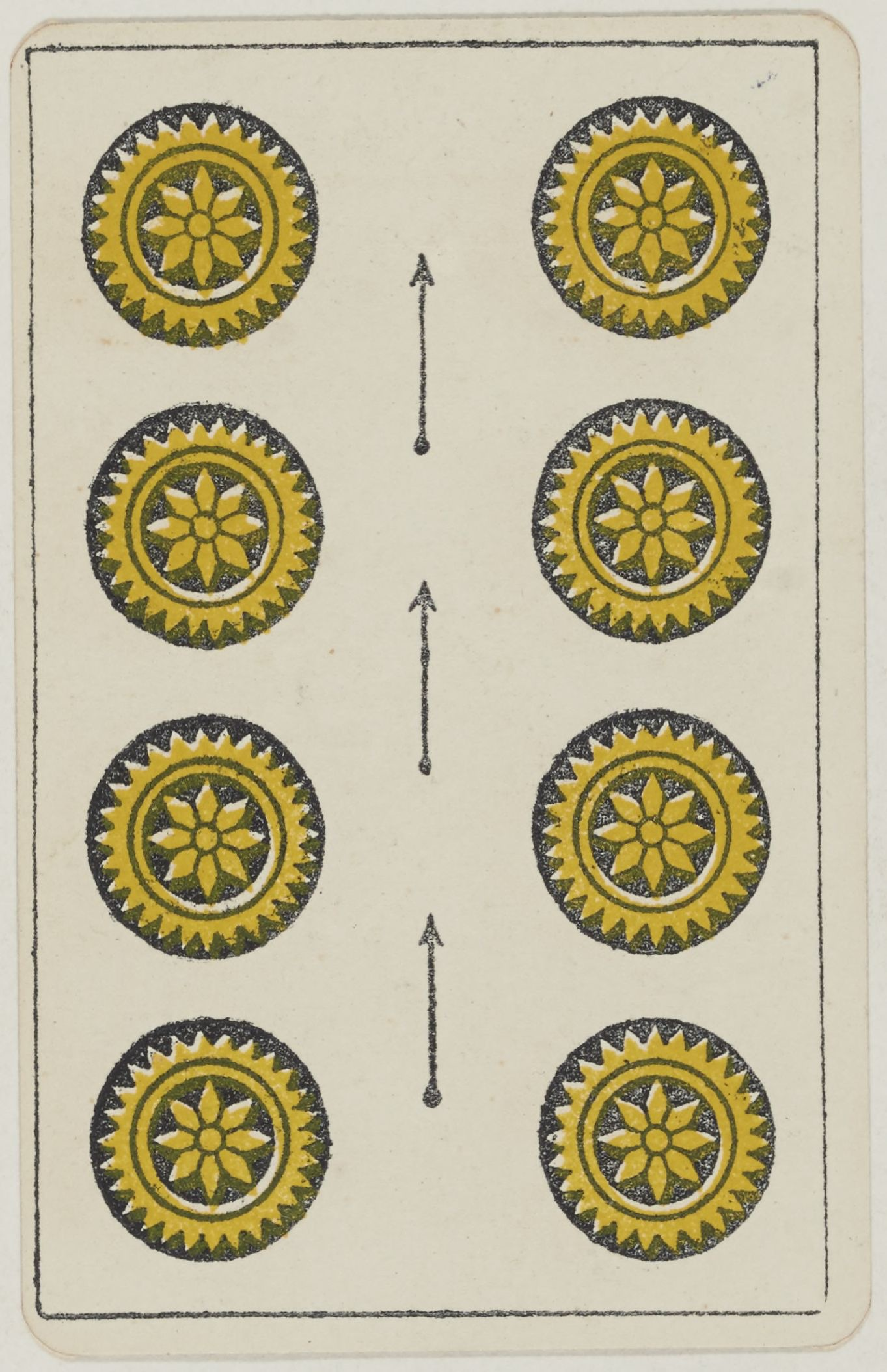
Ósemka monet

Talia Aluette i inne wzory o kolorach południowowłoskich i hiszpańskich 

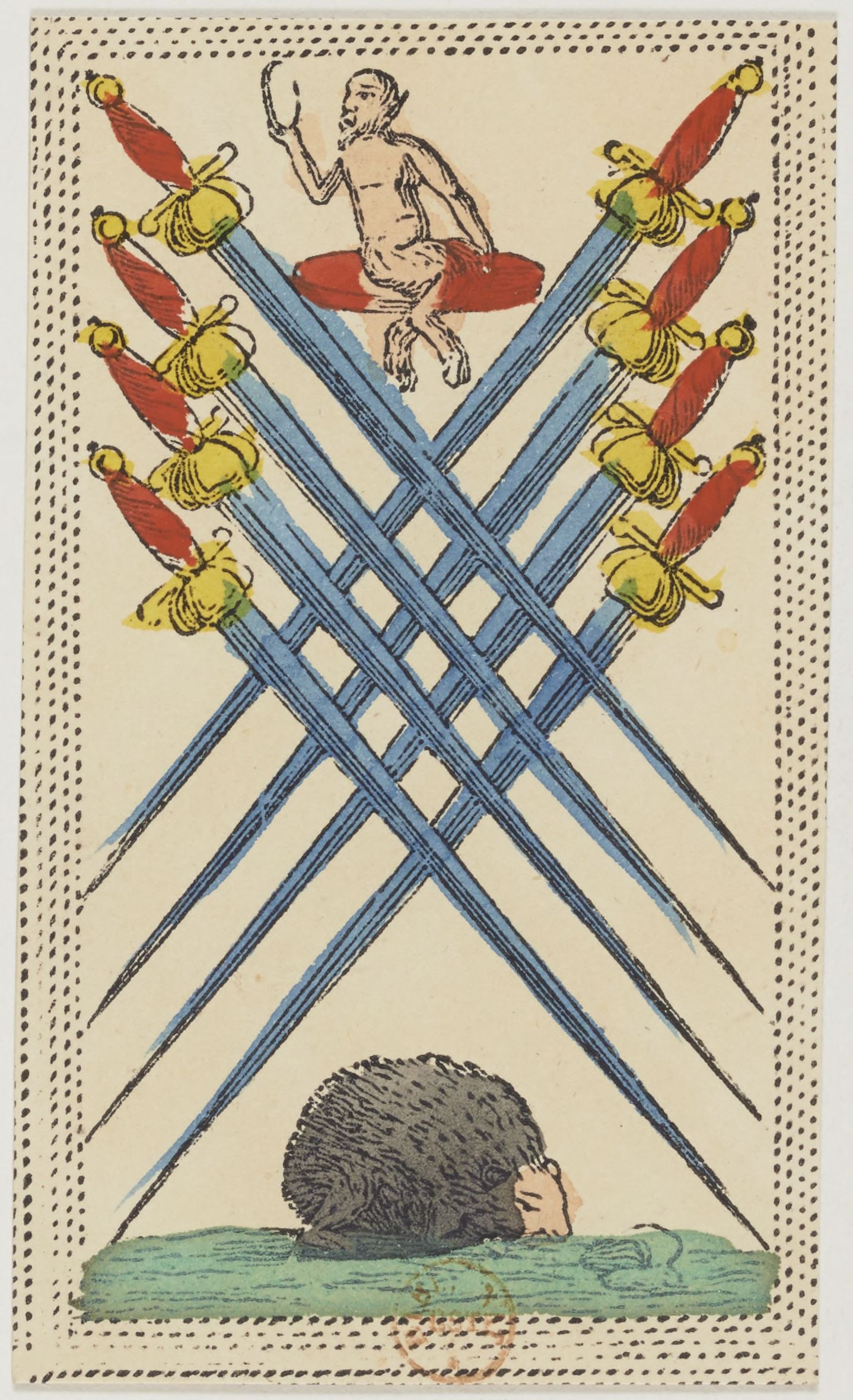
Ósemka mieczy
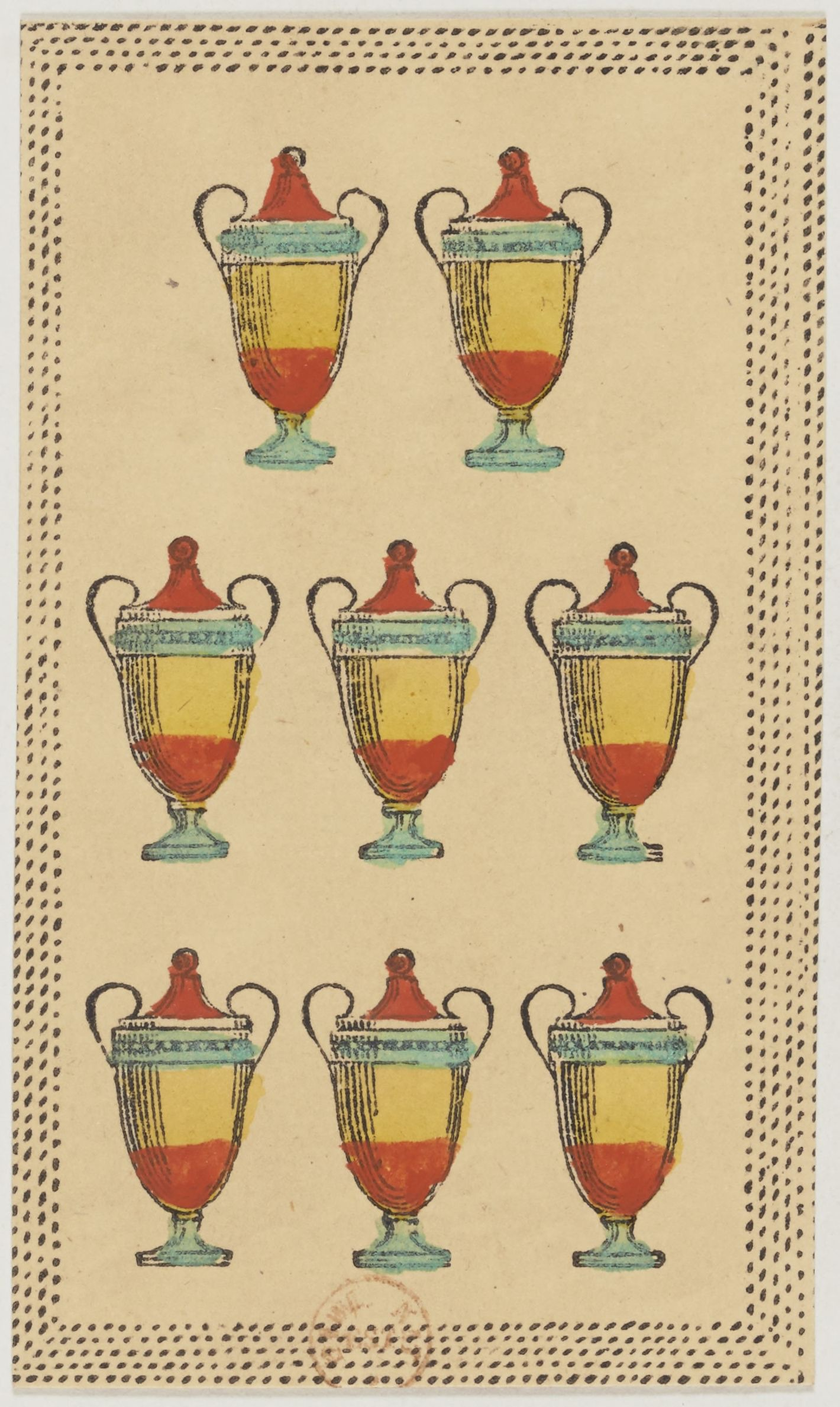
Ósemka puszek
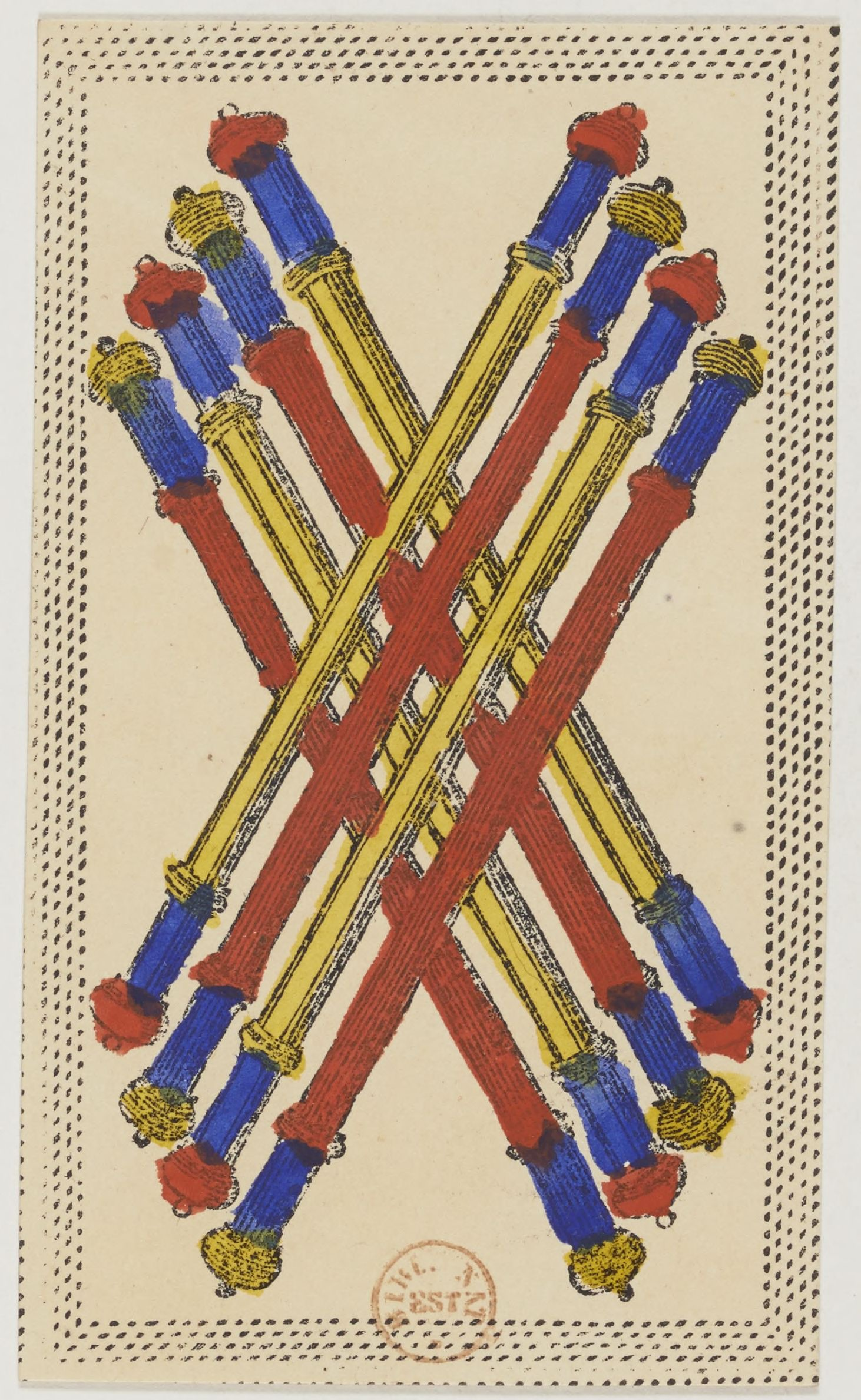
Ósemka pałek
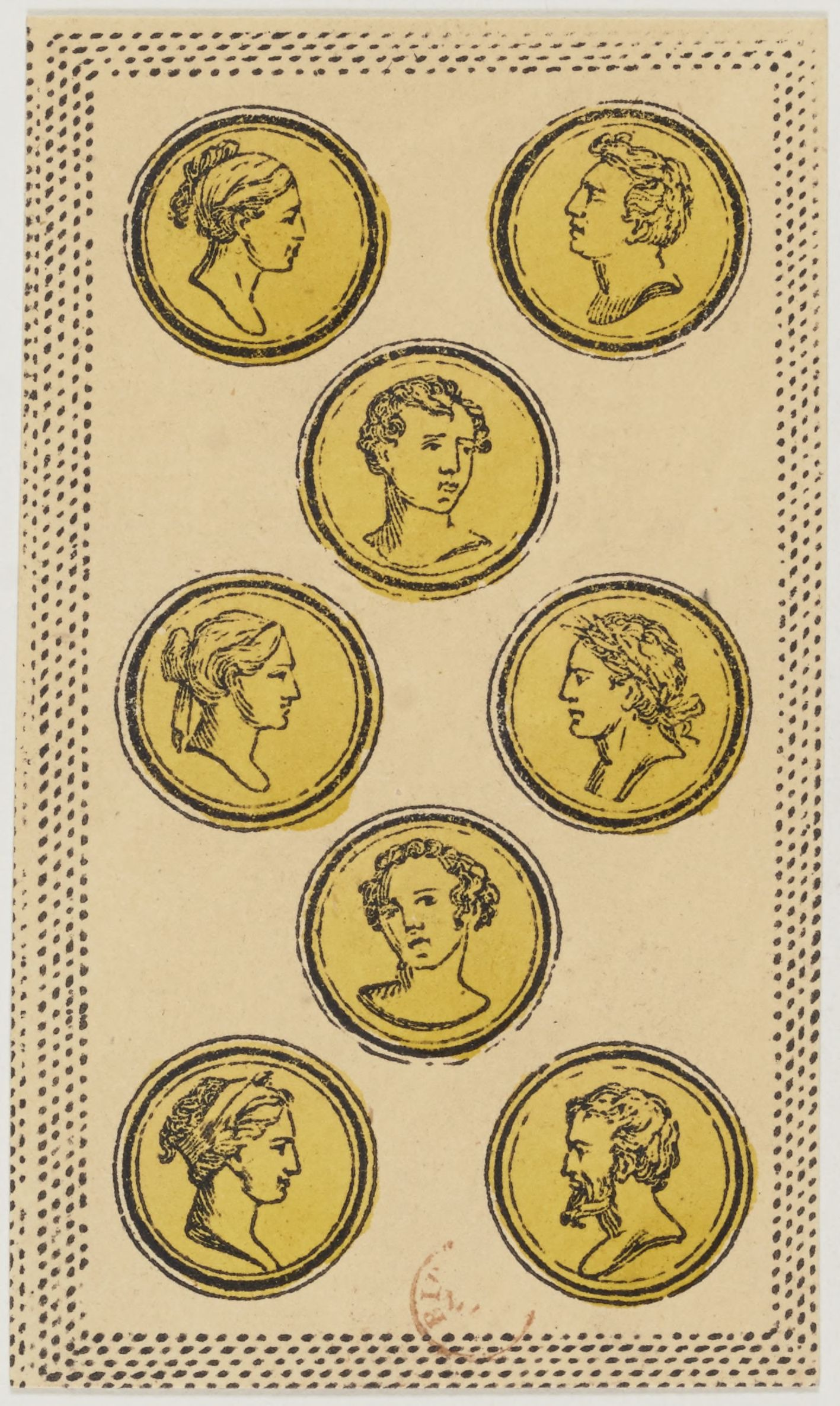
Ósemka monet

Wzór wirtemberski i inne wzory o kolorach południowoniemieckich

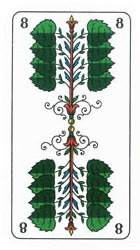
Ósemka winna
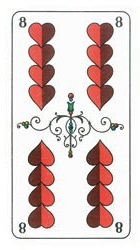
Ósemka czerwienna
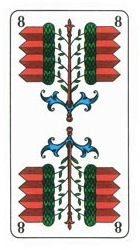
Ósemka żołędna
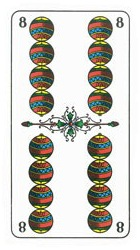
Ósemka dzwonkowa

Wzór saksoński i inne wzory o kolorach północnoniemieckich

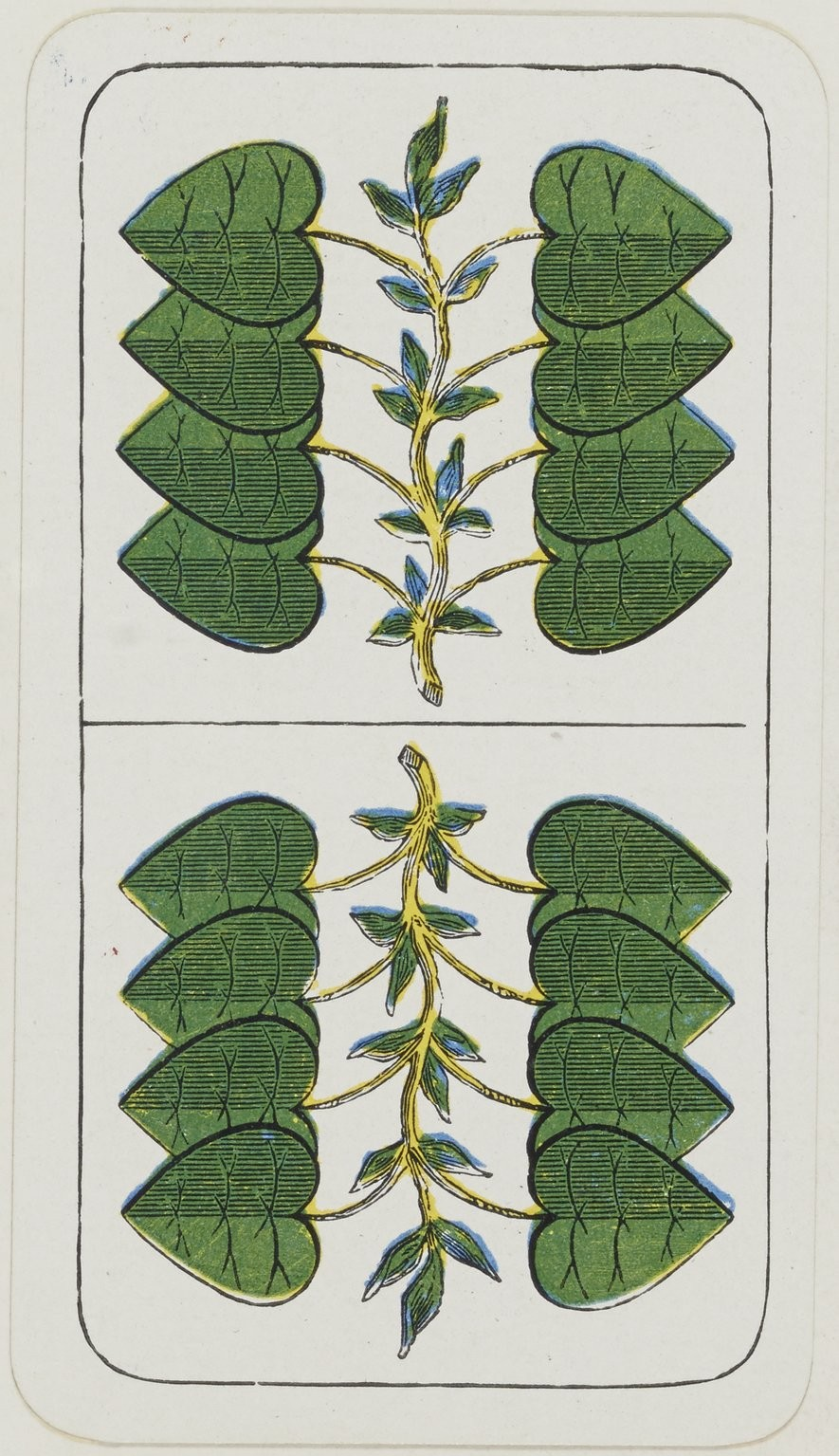
Ósemka winna
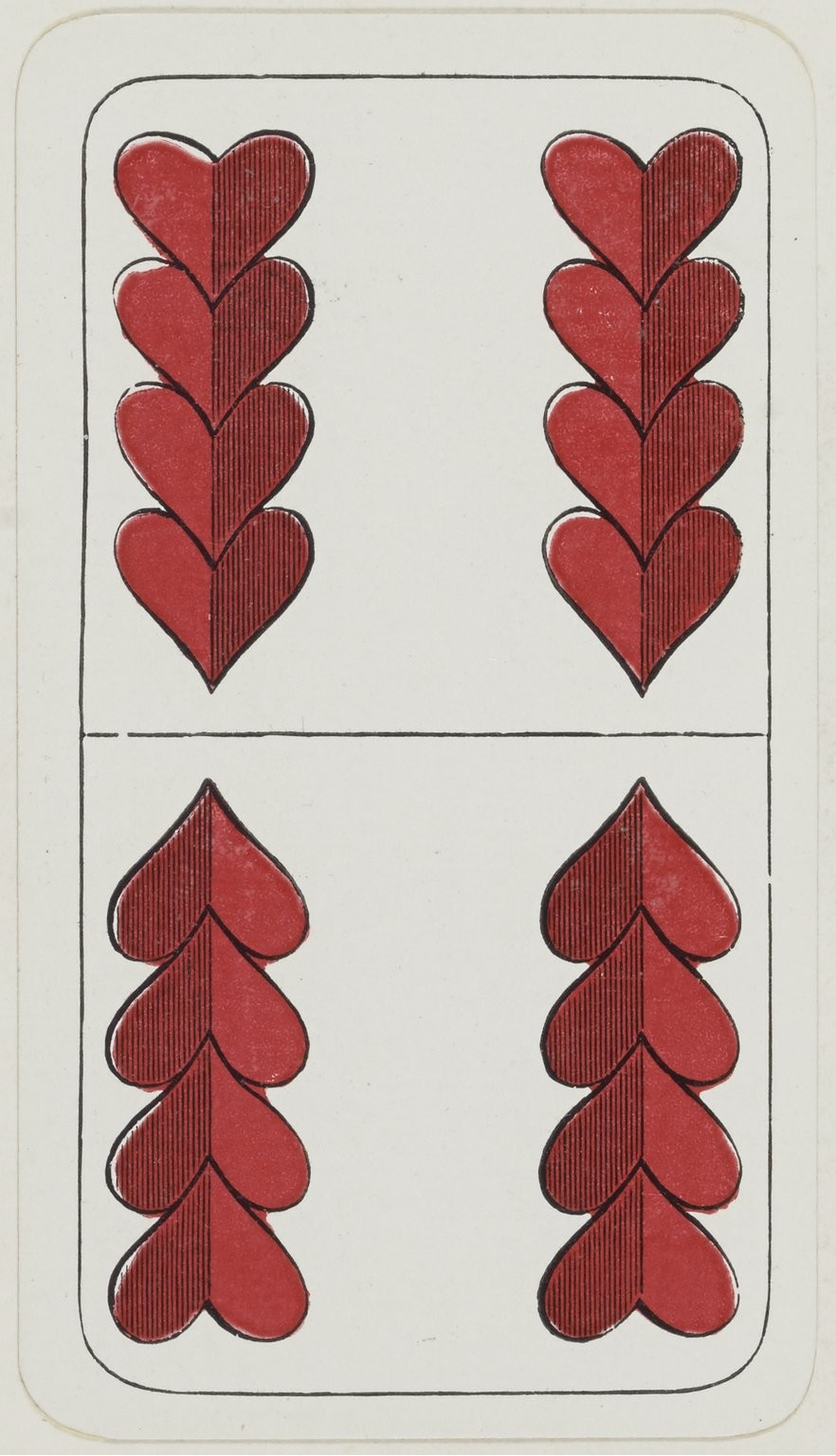
Ósemka czerwienna
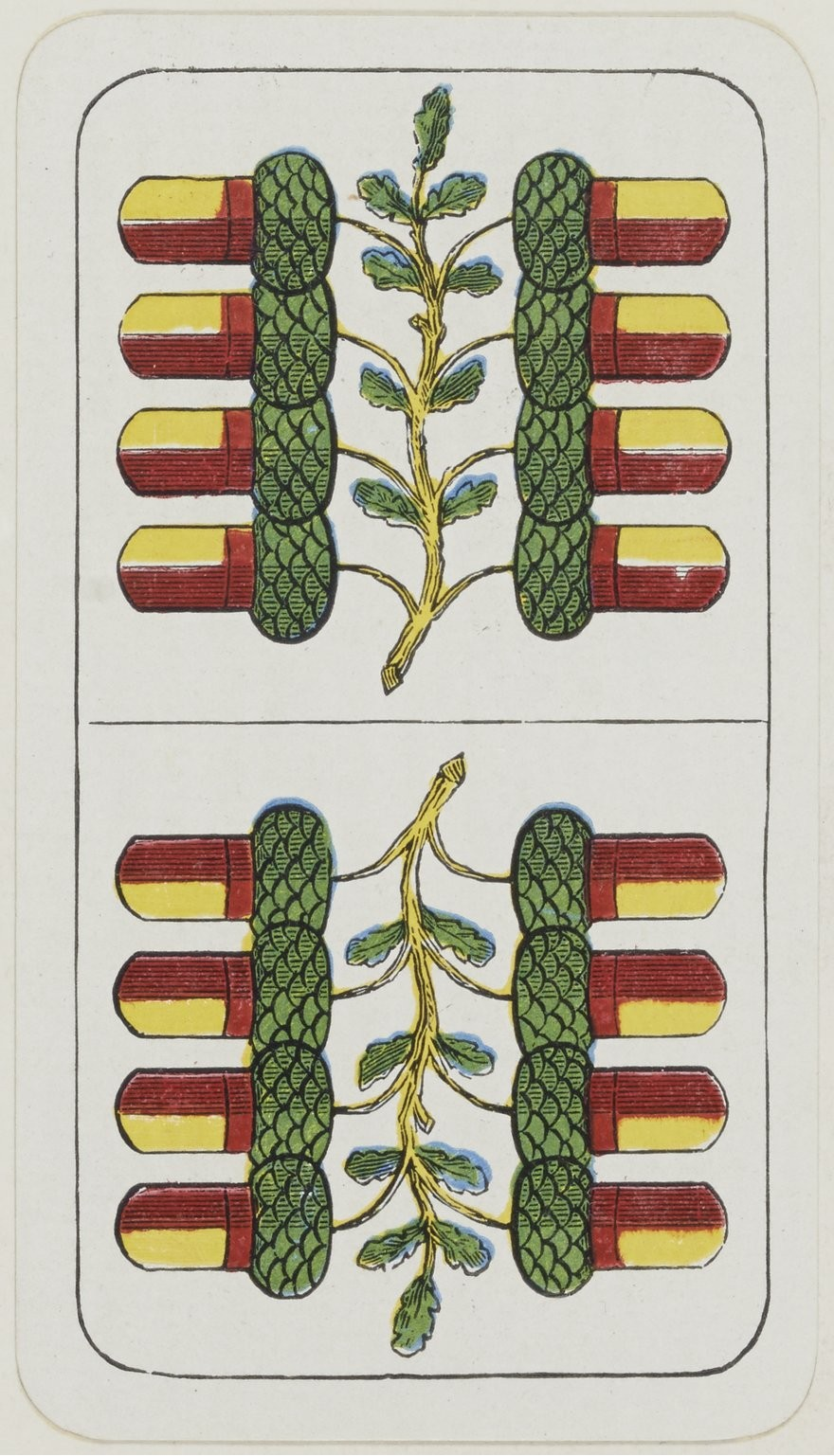
Ósemka żołędna
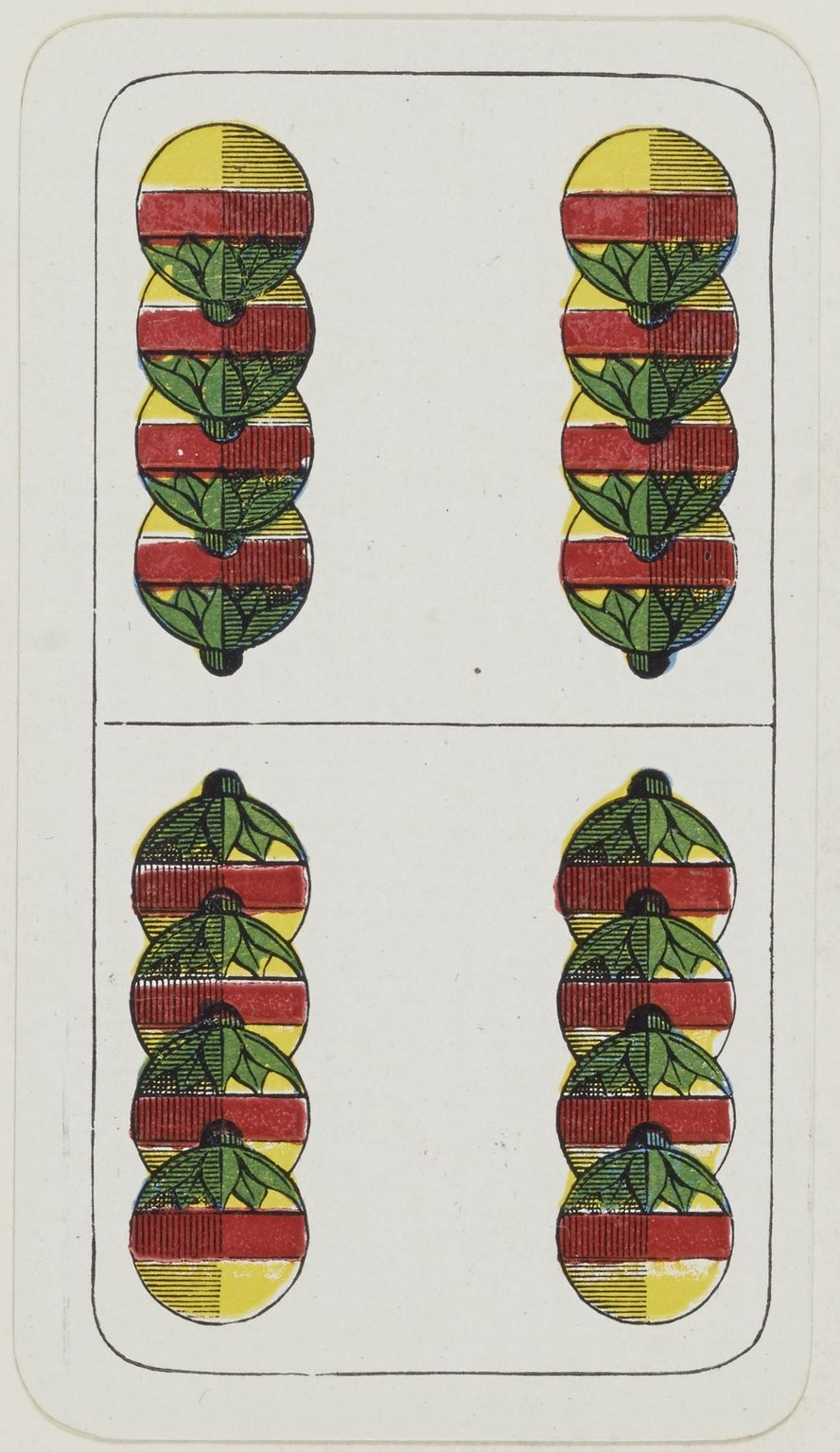
Ósemka dzwonkowa

Wzór szwajcarski

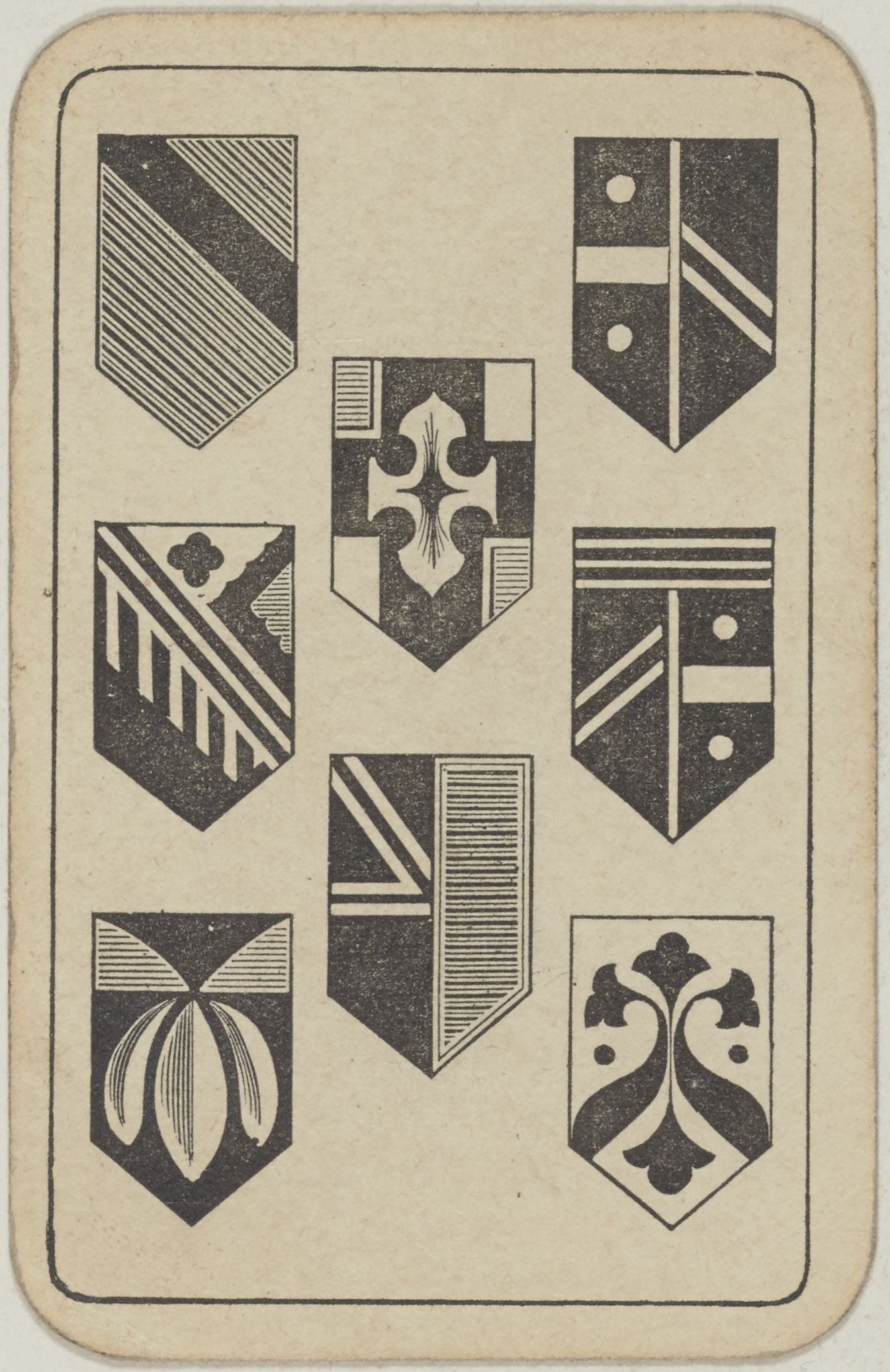
Ósemka tarczy
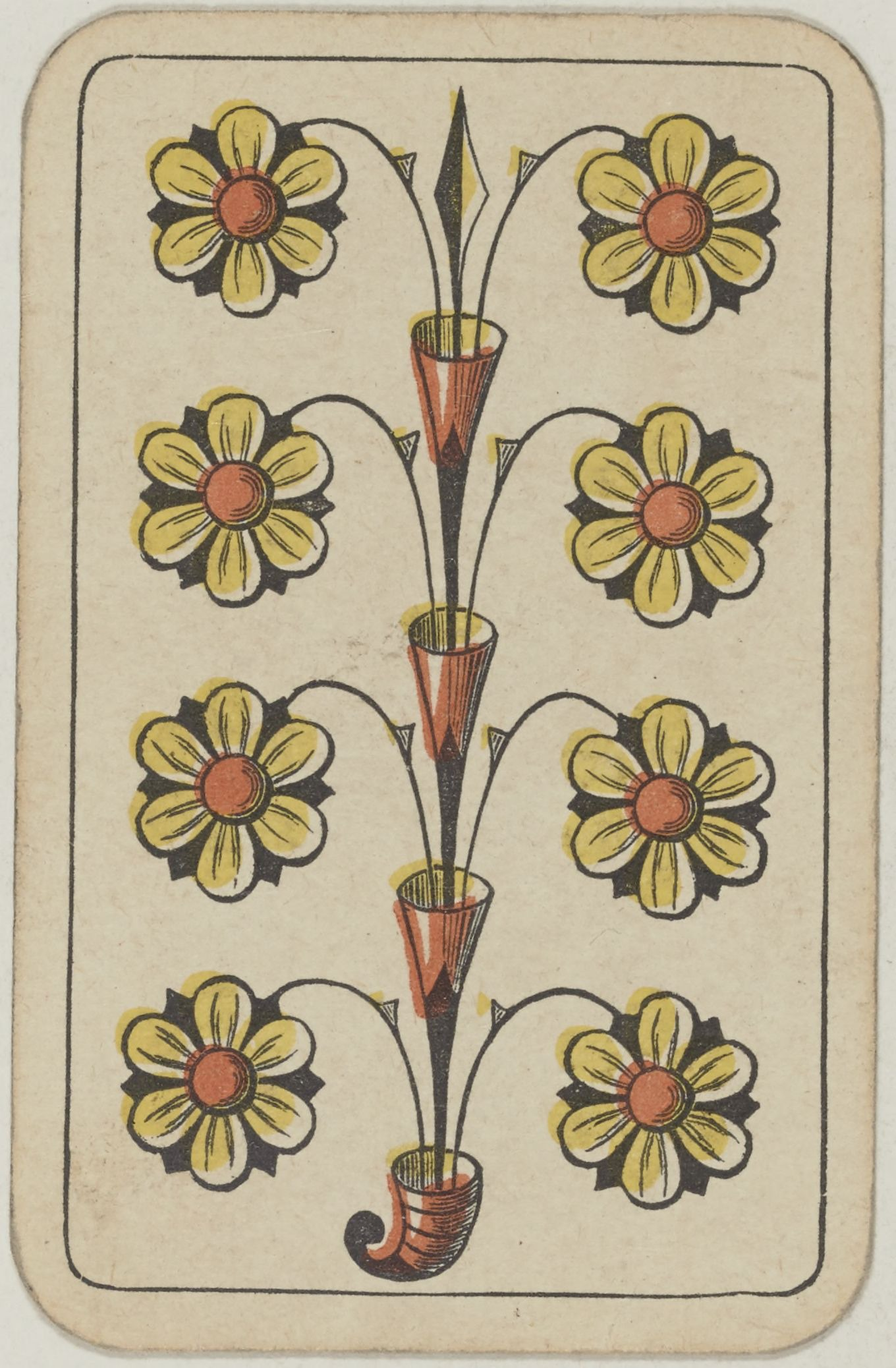
Ósemka różana
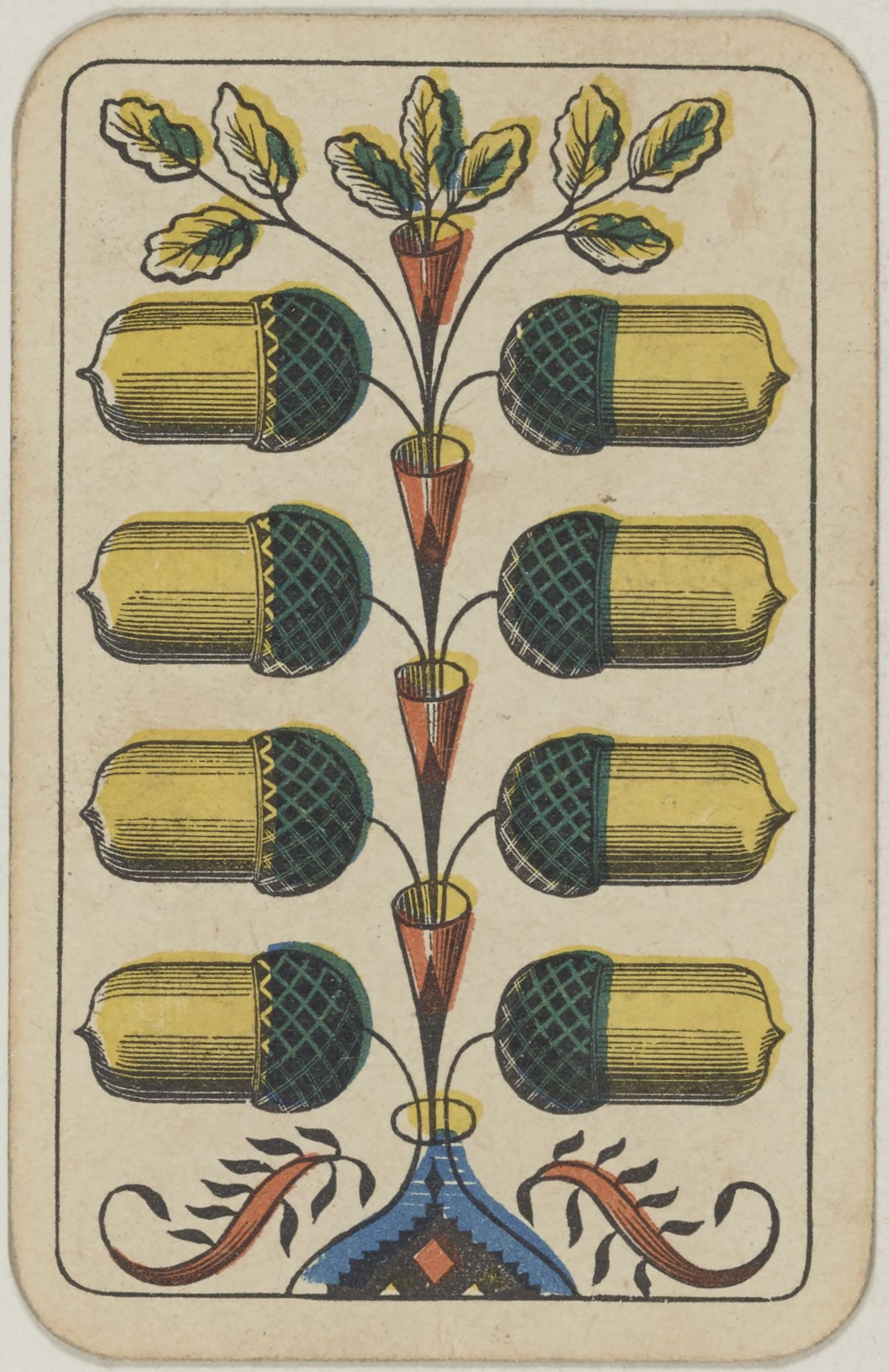
Ósemka żołędna
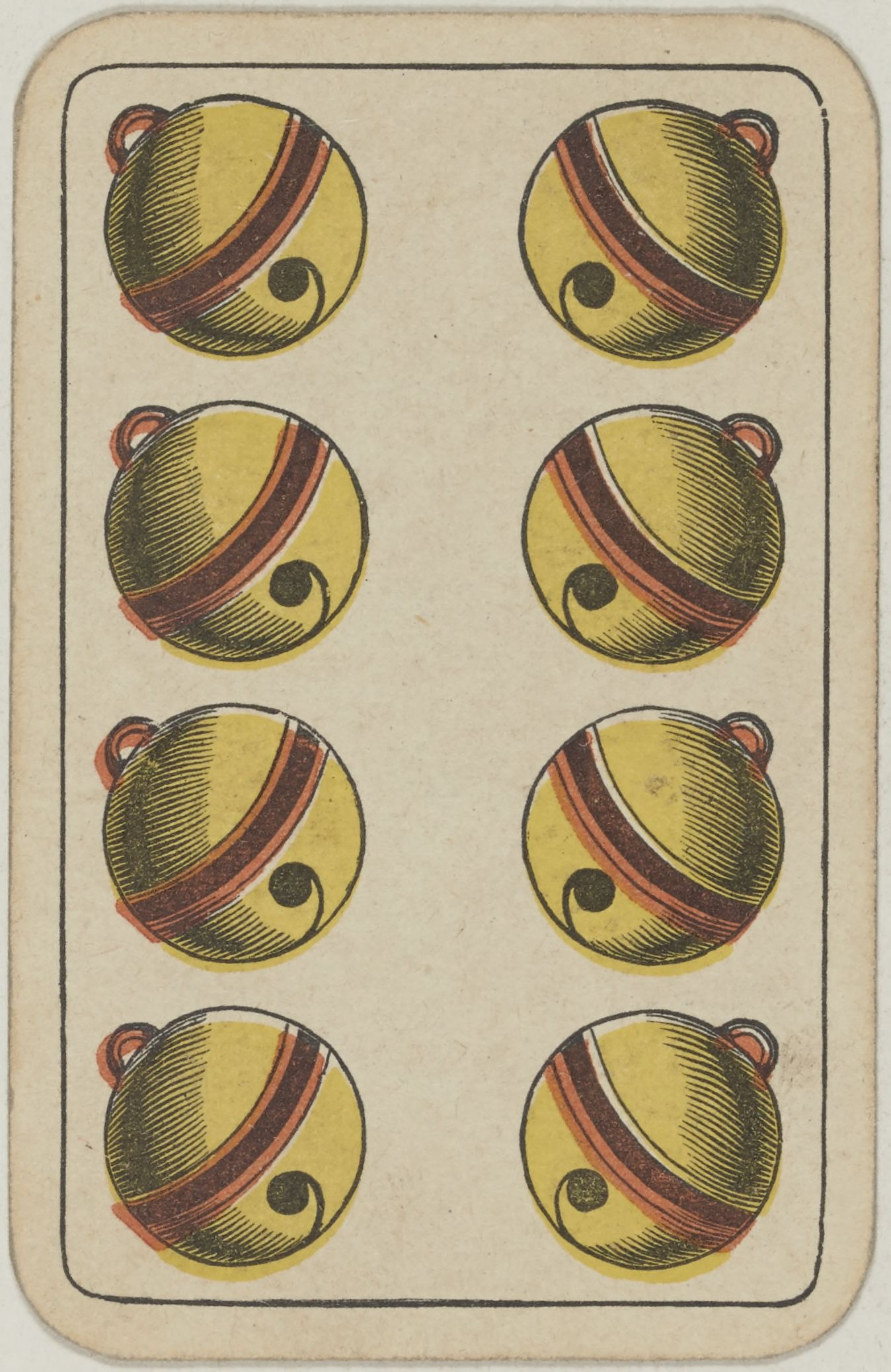
Ósemka dzwonkowa

## Wygląd ósemek w taliiKarty Lenormand
- – Ogród (20)
- – Księżyc (32)
- – Góra (21)
- – Klucz (33)